# Hullathi, Tirthahalli
Hullathi là một làng thuộc tehsil Tirthahalli, huyện Shimoga, bang Karnataka, Ấn Độ.